# MY FIRST STORY
MY FIRST STORY（或作My First Story，但經常使用全部大寫）是一個於2011年成立的日本搖滾樂團。

## 成員
- Hiro（ヒロ）：主唱

　本名：森內寬樹（もりうち ひろき），1994年1月25日出生，東京都出身。

　為森進一與森昌子的三男，另一個日本搖滾樂團ONE OK ROCK主唱Taka（本名：森內貴寬）的弟弟。
- Nob（ノブ）：貝斯手

　本名：加藤伸明（かとう のぶあき），1984年10月14日出生，埼玉縣出身。
- Teru（テル）：吉他手

　本名：西澤照貴（にしざわ てるき），1992年5月28日出生，神奈川縣出身。
- Kid'z （キッド）：鼓手

　本名：佐佐木翔平（ささき しょうへい），1992年7月27日出生，愛知縣出身。

## 前任成員
- 鼓手：Masack，1988年1月3日出生（2016年3月3日離團。現任於Utopia League活動中。）
- 吉他手：Sho,  1984年3月28日出生（2015年10月停止樂團活動）

## 作品

### 單曲
| 年份 | 資訊                                                  | Oricon 排行 |
| 年份 | 資訊                                                  | 週          |
| ---- | ----------------------------------------------------- | ----------- |
| 2013 | 最終回STORY - 2013年7月3日發行                        | 15          |
| 2014 | Black Rail - 2014年7月16日發行                        | 17          |
| 2014 | 不可逆リプレイス (不可逆 Replace) - 2014年9月24日發行 | 15          |
| 2015 | ALONE - 2015年8月5日發行                              | 15          |
| 2018 | ACCIDENT - 2018年7月11日發行                          | 15          |
| 2019 | 無告 - 2019年8月14日發行                              | 16          |
| 2020 | 1,000,000 TIMES - 2020年7月1日發行                    | 8           |
| 2021 | 告白 - 2021年7月14日發行                              | 22          |
| 2021 | PARADOX - 2021年12月17日發行                          | -           |

## 外部連結
- 官方網站 （页面存档备份，存于） （日語）
- MY FIRST STORY的Facebook專頁